# Scopula submutaria
Scopula submutaria är en fjärilsart som beskrevs av Jean Baptiste Boisduval 1840. Scopula submutaria ingår i släktet Scopula och familjen mätare. Inga underarter finns listade.